# Championnat de Finlande d'échecs

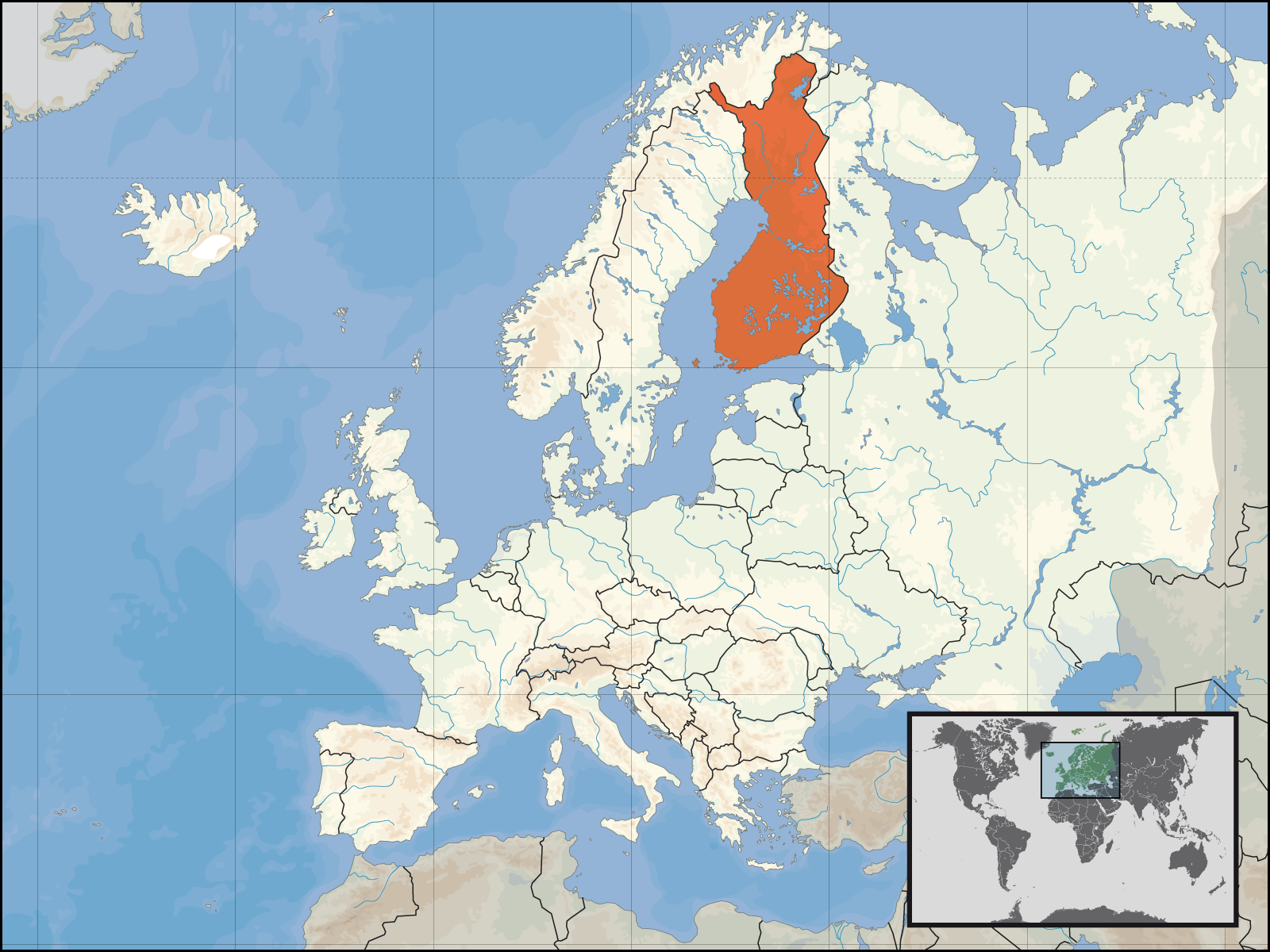
Localisation de la Finlande en Europe au 1er janvier 2007

Le championnat de Finlande d'échecs  est la compétition organisée par la Fédération  finlandaise des échecs.

## Vainqueurs du championnat mixte
Les vainqueurs du championnat finlandais sont : 
| Année | Ville       | Vainqueur                 |
| ----- | ----------- | ------------------------- |
| 1922  | Helsinki    | Anatol Tschepurnoff       |
| 1928  | Vyborg      | Anatol Tschepurnoff       |
| 1931  | Helsinki    | Eero Böök                 |
| 1932  | Helsinki    | Ragnar Krogius            |
| 1933  | Helsinki    | Birger Axel Rasmusson     |
| 1934  | Helsinki    | Eero Böök                 |
| 1935  | Helsinki    | Eero Böök                 |
| 1936  | Helsinki    | Eero Böök                 |
| 1937  | Helsinki    | Thorsten Gauffin          |
| 1938  | Helsinki    | Toivo Salo                |
| 1939  | Helsinki    | Osmo Kaila                |
| 1945  | Helsinki    | Ilmari Solin              |
| 1946  | Helsinki    | Eero Böök                 |
| 1947  | Helsinki    | Jalo Aatos Fred           |
| 1948  | Turku       | Aarne Ilmari Niemelä      |
| 1949  | Helsinki    | Toivo Salo                |
| 1950  | Helsinki    | Kaarle Ojanen             |
| 1951  | Helsinki    | Kaarle Ojanen             |
| 1952  | Helsinki    | Kaarle Ojanen             |
| 1953  | Helsinki    | Kaarle Ojanen             |
| 1954  | Helsinki    | Osmo Kaila                |
| 1955  | Helsinki    | Jalo Aatos Fred           |
| 1956  | Helsinki    | Toivo Salo                |
| 1957  | Helsinki    | Kaarle Ojanen             |
| 1958  | Helsinki    | Kaarle Ojanen             |
| 1959  | Turku       | Kaarle Ojanen             |
| 1960  | Helsinki    | Kaarle Ojanen             |
| 1961  | Helsinki    | Kaarle Ojanen             |
| 1962  | Helsinki    | Kaarle Ojanen             |
| 1963  | Helsinki    | Eero Böök                 |
| 1964  | Helsinki    | Ilkka Antero Kanko        |
| 1965  | Helsinki    | Heikki Westerinen         |
| 1966  | Helsinki    | Heikki Westerinen         |
| 1967  | Helsinki    | Kaarle Ojanen             |
| 1968  | Helsinki    | Heikki Westerinen         |
| 1969  | Helsinki    | Mauri Olavi Sirkiä        |
| 1970  | Helsinki    | Heikki Westerinen         |
| 1971  | Helsinki    | Ilkka Juhani Sarén        |
| 1972  | Helsinki    | Kaarle Ojanen             |
| 1974  | Helsinki    | Pertti Kalervo Poutiainen |
| 1976  | Helsinki    | Pertti Kalervo Poutiainen |
| 1978  | Helsinki    | Yrjö Aukusti Rantanen     |
| 1980  | Järvenpää   | Jorma Paavo Äijälä        |
| 1982  | Helsinki    | Veijo Mäki                |
| 1983  | Helsinki    | Kaarle Ojanen             |
| 1984  | Helsinki    | Antti Pyhälä              |
| 1985  | Espoo       | Jouni Yrjölä              |
| 1986  | Pori        | Yrjö Aukusti Rantanen     |
| 1987  | Jyväskylä   | Mika Ebeling              |
| 1988  | Helsinki    | Jouni Yrjölä              |
| 1989  | Tampere     | Antti Pyhälä              |
| 1990  | Helsinki    | Veijo Mäki                |
| 1991  | Tampere     | Joose Norri               |
| 1992  | Helsinki    | Esko Matti Hakulinen      |
| 1993  | Naantali    | Marko Manninen            |
| 1994  | Helsinki    | Joose Norri               |
| 1995  | Helsinki    | Joose Norri               |
| 1996  | Helsinki    | Joose Norri               |
| 1997  | Helsinki    | Antti Pihlajasalo         |
| 1998  | Karhula     | Tapani Sammalvuo          |
| 1999  | Vammala     | Olli Salmensuu            |
| 2000  | Helsinki    | Aleksei Holmsten          |
| 2001  | Helsinki    | Joose Norri               |
| 2002  | Helsinki    | Mika Karttunen            |
| 2003  | Helsinki    | Heikki Lehtinen           |
| 2004  | Espoo       | Heikki Lehtinen           |
| 2005  | Lahti       | Tapani Sammalvuo          |
| 2006  | Helsinki    | Mika Karttunen            |
| 2007  | Helsinki    | Mika Karttunen            |
| 2008  | Mantta      | Tomi Nybäck               |
| 2009  | Tampere     | Mika Karttunen            |
| 2010  | Helsinki    | Mika Karttunen            |
| 2011  | Helsinki    | Mikael Agopov             |
| 2012  | Helsinki    | Vilka Sipilä              |
| 2013  | Mantta      | Mika Karttunen            |
| 2014  | Helsinki    | Mika Karttunen            |
| 2015  | Kalajoki    | Mikael Agopov             |
| 2016  | Helsinki    | Vilka Sipilä              |
| 2017  | Helsinki    | Teemu Virtanen            |
| 2018  | Helsinki    | Mikael Agopov             |
| 2019  | Helsinki    | Toivo Keinänen            |
| 2020  | non disputé | non disputé               |
| 2021  | Sastamala   | Toivo Keinänen[2]         |
| 2022  | Helsinki    | Pekka Köykkä[3]           |
| 2023  | Helsinki    | Toivo Keinänen[4]         |
| 2024  | Helsinki    | Toivo Keinänen[5]         |
| 2025  | Helsinki    | Toivo Keinänen[6]         |

## Championnat féminin

### Vainqueurs du championnat féminin
Le championnat réservé aux femmes se joue depuis 1957. Voici les différents podiums finaux de cette compétition (le lieu où se joue la compétition est indiqué en gras) :
| Année      | Ville d'accueil | Première                      | Deuxième                | Troisième           |
| ---------- | --------------- | ----------------------------- | ----------------------- | ------------------- |
| 1957       | Helsinki        | Sirkka-Liisa Vuorenpää        | Inga Lindh              | Meri Fager          |
| 1958       | Helsinki        | Sirkka-Liisa Vuorenpää        | Raija Eklund            | Meri Fager          |
| 1959       | Helsinki        | Sirkka-Liisa Vuorenpää        | Raija Eklund            | Astrid Illukka      |
| 1960       | Helsinki        | Sirkka-Liisa Vuorenpää        | Astrid Illukka          | Anna-Liisa Korhonen |
| 1961       | -               |                               |                         |                     |
| 1962       | Helsinki        | Sirkka-Liisa Vuorenpää        | Anna-Liisa Korhonen     | Anni Kontkanen      |
| 1963       | Helsinki        | Sirkka-Liisa Vuorenpää        | Astrid Illukka          | Inga Lindh          |
| 1964       | Helsinki        | Sirkka-Liisa Vuorenpää        | Inga Lindh              | Anni Kontkanen      |
| 1965− 1968 | -               |                               |                         |                     |
| 1969       | Helsinki        | Sirkka-Liisa Vuorenpää        | Astrid Illukka          | Anni Kontkanen      |
| 1970       | Helsinki        | Sirkka-Liisa Vuorenpää        | Eeva Kuhlberg           | Astrid Illukka      |
| 1971       | Helsinki        | Sirkka-Liisa Vuorenpää        | Johanna Tuomainen       | Marjatta Palasto    |
| 1972       | Helsinki        | Sirkka-Liisa Vuorenpää        | Aulikki Näsänen         | Liisa Kulmala       |
| 1973       | Helsinki        | Sirkka-Liisa Vuorenpää        | Marjatta Palasto        | Meeri Hakala        |
| 1974       | Helsinki        | Johanna Tuomainen             | M. Palasto/A. Lehtimäki | -                   |
| 1975       | Riihimäki       | Sirkka-Liisa Vuorenpää        | Marjatta Palasto        | Kaarina Sulamäki    |
| 1976       | Helsinki        | Sirkka-Liisa Vuorenpää        | Aulikki Ristoja         | Pirkko Pihlajamäki  |
| 1977       | -               |                               |                         |                     |
| 1978       | Helsinki        | Marjatta Palasto              | Leena Laitinen          | Aulikki Ristoja     |
| 1979       | Helsinki        | Aulikki Ristoja               | Ritva-Liisa Savan       | Hannele Järveläinen |
| 1980       | Järvenpää       | Marjatta Palasto              | Leena Laitinen          | Aulikki Ristoja     |
| 1981       | Espoo           | Sirkka-Liisa Vuorenpää-Landry | M. Palasto/A. Ristoja   | -                   |
| 1982       | Helsinki        | Leena Laitinen                | Pirkko Pihlajamäki      | Ritva-Liisa Savan   |
| 1983       | Helsinki        | Leena Laitinen                | Aulikki Ristoja         | Sirkka-Liisa Landry |
| 1984       | Helsinki        | Leena Laitinen                | Marjatta Kujasalo       | Pirkko Pihlajamäki  |
| 1985       | Espoo           | Päivi Walta                   | Hannele Järveläinen     | Aulikki Ristoja     |
| 1986       | Pori            | Sirkka-Liisa Vuorenpää-Landry | Päivi Walta             | Johanna Paasikangas |
| 1987       | Jyväskylä       | Päivi Walta                   | Aulikki Ristoja         | Sirkka-Liisa Landry |
| 1988       | Helsinki        | Aulikki Ristoja               | Sirkka-Liisa Landry     | Johanna Paasikangas |
| 1989       | Tampere         | Johanna Paasikangas           | Niina Koskela           | Sirkka-Liisa Landry |
| 1990       | Helsinki        | Niina Koskela                 | Johanna Paasikangas     | Urda Fogel          |
| 1991       | Helsinki        | Johanna Paasikangas           | Päivi Walta             | Kirsi Säynäjäkangas |
| 1992       | Helsinki        | Johanna Paasikangas           | Niina Koskela           | Päivi Walta         |
| 1993       | Naantali        | Johanna Paasikangas           | Heini Puuska            | Marjatta Kujasalo   |
| 1994       | Helsinki        | Johanna Paasikangas           | Niina Koskela           | Päivi Walta         |
| 1995       | Helsinki        | Päivi Walta                   | Tanja Rantanen          | Sari Rautanen       |
| 1996       | Helsinki        | Heini Puuska                  | Johanna Paasikangas     | Sari Rautanen       |
| 1997       | Helsinki        | Tanja Rantanen                | Sari Rautanen           | Aulikki Ristoja     |
| 1998       | Karhula         | Tanja Rantanen                | Päivi Walta             | Heini Puuska        |
| 1999       | Vammala         | Tanja Rantanen                | Sonja Lindholm          | Aulikki Ristoja     |
| 2000       | Helsinki        | Aulikki Ristoja               | Päivi Walta             | Sonja Lindholm      |
| 2001       | Helsinki        | Päivi Walta                   | Marjatta Kujasalo       | Kirsi Lindstedt     |
| 2002       | Helsinki        | Niina Koskela                 | Heini Puuska            | Ilse Rönnberg       |
| 2003       | -               |                               |                         |                     |
| 2004       | Espoo           | Heini Puuska                  | Päivi Walta             | Sari Rautanen       |
| 2005       | Helsinki        | Sari Rautanen                 | Päivi Walta             | Laura Savola        |
| 2006       | -               |                               |                         |                     |
| 2007       | Jyväskylä       | Laura Savola                  | Sari Rautanen           | Heini Puuska        |
| 2008       | Mantta          | Niina Sammalvuo               | Heini Puuska            | Erika Uusitupa      |
| 2009       | -               |                               |                         |                     |
| 2010       | Helsinki        | Qiyu Zhou                     | Maria Larionova         | Katariina Larionova |
| 2011       | Helsinki        | Irina Tumanova                | Maria Larionova         | Katariina Larionova |
| 2012       | Helsinki        | Tanja Rantanen-Tuominen       | Heini Puuska            | Anastasia Nazarova  |
| 2013       | Mantta          | Tanja Rantanen-Tuominen       | Heini Puuska            | Anastasia Nazarova  |
| 2014       | Helsinki        | Heini Puuska                  | Alia Dannenberg         | Anastasia Nazarova  |
| 2015       | Helsinki        | Anastasia Nazarova            | Alia Dannenberg         | H.Rinne             |
| 2016       | Helsinki        | Anastasia Nazarova            | Alia Dannenberg         | Tiina Turunen       |
| 2017       | Helsinki        | Anastasia Nazarova            | Alia Dannenberg         | Sarabella Norlamo   |
| 2018       | Helsinki        | Anastasia Nazarova            | Alia Dannenberg         | Sarabella Norlamo   |
| 2019       | Helsinki        | Anastasia Nazarova            | Heljä Lehtinen          | Sarabella Norlamo   |
| 2020       |                 |                               |                         |                     |
| 2021       | Sastamala       | Sarabella Norlano             | J. Tanni                | M. Oksanen          |
| 2022       | Helsinki        | Anastasia Nazarova (fi)       | Sara-Olivia Sippola     | Sarabella Norlamo   |
| 2023       | Helsinki        | Sara-Olivia Sippola           | Lilja Bederdin          | Sarabella Norlamo   |
| 2024       | Helsinki        | Anastasia Nazarova-Keinänen   | Heliä Lehtinen          | Pauliina Pelander   |
| 2025       | Helsinki        | Anastasia Keinänen (9/9)      | Lilja Bederdin          | Tania Tuominen      |

### Edition de 2010
En 2010, la jeune Qiyu Zhou remporte le championnat de Finlande féminin, toutes catégories confondues. Elle n'a que 10 ans à ce moment-là. Elle est la plus jeune lauréate du championnat général.